# Etmopterus
Etmopterus è un genere di squali squaliformi della famiglia degli Etmopteridi. Le specie che comprende sono note comunemente come squali lanterna.

## Specie
- Squalo lanterna ninja, Etmopterus benchleyi (Robertson)
- Squalo lanterna della Nuova Zelanda, Etmopterus baxteri (Garrick, 1957)
- Squalo lanterna di Bigelow, Etmopterus bigelowi Shirai e Tachikawa, 1993
- Squalo lanterna codacorta, Etmopterus brachyurus (Smith e Radcliffe, 1912)
- Squalo lanterna rugoso, Etmopterus bullisi (Bigelow e Schroeder, 1957)
- Squalo lanterna di Taiwan, Etmopterus burgessi Silva e Ebert, 2006[1]
- Squalo lanterna cilindrico, Etmopterus carteri (Springer e Burgess, 1985)
- Squalo lanterna codamacchiata, Etmopterus caudistigmus Last, Burgess e Séret, 2002
- Squalo lanterna denti a pettine, Etmopterus decacuspidatus (Chan, 1966)
- Squalo lanterna rosa, Etmopterus dianthus Last, Burgess e Séret, 2002
- Squalo lanterna rigato, Etmopterus dislineatus Last, Burgess e Séret, 2002
- Squalo lanterna boccanera, Etmopterus evansi Last, Burgess e Séret, 2002
- Squalo lanterna pigmeo, Etmopterus fusus Last, Burgess e Séret, 2002
- Squalo lanterna bandelarghe, Etmopterus gracilispinis (Krefft, 1968)
- Squalo lanterna australe, Etmopterus granulosus (Günther, 1880)
- Squalo lanterna caraibico, Etmopterus hillianus (Poey, 1861)
- Squalo lanterna occhiopiccolo, Etmopterus litvinovi Parin e Kotlyar, 1990
- Squalo lanterna ventrenero, Etmopterus lucifer (Jordan e Snyder, 1902)
- Squalo lanterna codasottile, Etmopterus molleri (Whitley, 1939)
- Squalo lanterna nano, Etmopterus perryi (Springer e Burgess, 1985)
- Squalo lanterna africano, Etmopterus polli (Bigelow, Schroeder e Springer, 1953)
- Squalo lanterna maggiore, Etmopterus princeps (Collett, 1904)
- Falso squalo lanterna, Etmopterus pseudosqualiolus Last, Burgess e Séret, 2002
- Squalo lanterna liscio, Etmopterus pusillus (Lowe, 1839)
- Squalo lanterna squamefitte, Etmopterus pycnolepis Kotlyar, 1990
- Squalo lanterna delle Indie Occidentali, Etmopterus robinsi Schofield e Burgess, 1997
- Squalo lanterna pinnafrangiata, Etmopterus schultzi (Bigelow, Schroeder e Springer, 1953)
- Squalo lanterna spinoso, Etmopterus sentosus (Bass, D'Aubrey e Kistnasamy, 1976)
- Squalo lanterna ventre di velluto o moretto, Etmopterus spinax (Linnaeus, 1758)
- Squalo lanterna splendido, Etmopterus splendidus Yano, 1988
- Squalo lanterna bruno, Etmopterus unicolor (Engelhardt, 1912)
- Squalo lanterna hawaiiano, Etmopterus villosus (Gilbert, 1905)
- Squalo lanterna verde, Etmopterus virens (Bigelow, Schroeder e Springer, 1953)